# Grenada na igrzyskach Wspólnoty Narodów
Grenada zadebiutowała na igrzyskach Wspólnoty Narodów w 1970 roku na igrzyskach w Edynburgu i od tamtej pory reprezentacja wystartowała na wszystkich igrzyskach, oprócz zawodów w latach 1986–1994. Jedyny medal (srebrny) wywalczył sprinter Alleyne Francique na dystansie 400 metrów podczas igrzysk w 2006 roku.

## Klasyfikacja medalowa
| Igrzyska          | Złoto | Srebro | Brąz | Razem |
| ----------------- | ----- | ------ | ---- | ----- |
| 1970 Edynburg     | 0     | 0      | 0    | 0     |
| 1974 Christchurch | 0     | 0      | 0    | 0     |
| 1978 Edmonton     | 0     | 0      | 0    | 0     |
| 1982 Brisbane     | 0     | 0      | 0    | 0     |
| 1998 Kuala Lumpur | 0     | 0      | 0    | 0     |
| 2002 Manchester   | 0     | 0      | 0    | 0     |
| 2006 Melbourne    | 0     | 1      | 0    | 1     |
| 2010 Nowe Delhi   | 0     | 0      | 0    | 0     |
| Razem             | 0     | 1      | 0    | 1     |

### Według dyscyplin
| Dyscyplina    | Złoto | Srebro | Brąz | Razem |
| ------------- | ----- | ------ | ---- | ----- |
| Lekkoatletyka | -     | 1      | -    | 1     |
| Razem         | 0     | 1      | 0    | 1     |